# Dialetti dell'Alta Val Bormida
I dialetti dell'Alta Val Bormida sono delle varietà linguistiche gallo-italiche parlate nell’Alta Val Bormida, valle alpino-appenninica afferente al fiume Bormida, zona ubicata in maggior parte in provincia di Savona nella regione Liguria, e in minor parte in provincia di Cuneo in Piemonte. Sono dialetti piemontesi a livello lessicale con elementi fonetico-morfologici di transizione al ligure.

## Caratteristiche

### Tratti fonetici e morfologici liguri
- La palatalizzazione dei nessi FL, PL, BL, passati regolarmente a /ʃ/,/tʃ/ e /dʃ/, es. sció, cin, gianch (fiore, pieno, bianco)
- Il rotacismo della L intervocalica (es. scòra = scuola), tratto arcaico del ligure.
- Conservazione delle affricate palatali /ʃ/ e /ʒ/, conservate in ligure, ma ridotte a /s/ e /z/ nella maggior parte del piemontese: valbormidese. lascié, nox; piemontese standard: lassé, nos; ligure standard: lascià, noxe.

### Tratti fonetici e morfologici piemontesi
- Apocope delle vocali finali atone eccetto /a/: valbormidese: bòsc-ch, lait, part; Piemontese: bòsch, lait, part; ligure bòsco, læte, parte.
- Epentesi vocalica per rendere nessi consonantici più facile da pronunciare: vnì > ëvnì.
- L'uscita in /ɛ/ dell'infinito per i verbi della prima coniugazione.
- La palatizzazione di CT che passa JT oppure a CC come in piemontese orientale (es. neucc=notte, dicc= detto,).
- L’esito di GU, seguito da vocale, è V (es. vardé = guardare)
- Sincope delle vocali atone (es. dman=domani)
- La e "semimuta" o schwa

### Altre caratteristiche
- Passaggio saltuario dalla /s/ alla /z/:  (zent=cento, zu=su)

- A tonica velarizzata, ovvero la /a/ tonica che diventa oppure tende ad una /o/ oppure una vocale intermedia tra /a/ e /o/. Il fenomeno non è specifico né del piemontese né del ligure ma è presente in vari loro dialetti, per esempio avviene in zone limitrofe come nelle Langhe, a Savona nel Monregalese, e nel Finalese.
- Rotacismo della /l/ (non inter-vocalica), tipico arcaismo delle lingue gallo-italiche.
- Fonema /æ/ ovvero la /e/ aperta (è) tende o si sposta completamente ad una /a/: chel (quello) pronunciato cal.
- La /è/ può anche trasformarsi nel dittongo /ài/ (zàint, nàint)
- La i può trasformarsi in /é/ (/e/ chiusa) anche per quanto riguarda i pronomi verbali (e soma, e sei, e son= siamo, siete, sono)

### Sintassi

#### Negazione
La negazione può essere pre-verbale (come in ligure), post-verbale (come in piemontese), o doppia (come in francese):
- pre-verbale: a ne seu
- post verbale: a seu nènt oppure a seu pa (piemontese i sai nènt, francese informale: je sais pa)
- doppia: an seu pa oppure an seu nènt (francese formale: je ne sais pas)

## Verbi

### Coniugazioni
Le coniugazioni sono quelle piemontesi orientali, quindi la -e finale della seconda coniugazione del piemontese standard (il torinese), diventa -i. ad esempio tor. esse diventa essi.
- prima coniugazione in -é:
- seconda coniugazione in -i:
- terza coniugazione in -ej
- terza coniugazione in "ì":

### Presente indicativo
| Persona     | essere  | avere    | 1ª coniugazione | 2ª coniugazione | 3ª coniugazione |
| ----------- | ------- | -------- | --------------- | --------------- | --------------- |
| Mi          | a son   | a j'heu  | a pärl          | a scriv         | a sciort        |
| Ti          | t'èi    | t'häi    | et pärli        | te scrivi       | te sciortiì     |
| Chiel/Chila | u/a l'è | u/a l'ha | u/a pärla       | u/a scriv       | u/a sciort      |
| Nioci       | i soma  | i l'oma  | i pärloma       | i scrivoma      | i sciortoma     |
| Vioci       | i sei   | i l'ave  | i pärli         | i scrivìi       | i sciortìi      |
| Chei        | i son   | i l'han  | i pärlo         | i scrivo        | i sciorto       |

### Imperfetto indicativo
| Persona     | essere    | avere     | 1ª coniugazione | 2ª coniugazione | 3ª coniugazione |
| ----------- | --------- | --------- | --------------- | --------------- | --------------- |
| Mi          | a l'era   | a l'äva   | a parläva       | a säva          | a diva          |
| Ti          | t'eri     | t'ävi     | et parlävi      | te sävi         | te divìi        |
| Chiel/Chila | u/a l'era | u/a l'äva | u/a parläva     | u/a säva        | u/a diva        |
| Nioci       | i l’ero   | i l'ävo   | i parlävo       | i sävo          | i divo          |
| Vioci       | i l’eri   | i l'ävi   | i parlävi       | i sävi          | i divìi         |
| Chei        | i l’ero   | i l'ävo   | i parlävo       | i sävo          | i divo          |

Anche l'imperfetto indicativo è sul modello piemontese orientale.  Il grafema /ä/ indica in grafia piemontese la /a/ tonica velarizzata.

## Articoli

### Determinativi
- maschile singolare: er oppure o
- maschile plurale: i
- femminile singolare: ra oppure a
- femminile plurale: er oppure e

### Indeterminativi
- in
- na , ina

## Numeri
| Varietà      | 1  | 2   | 3    | 4       | 5      | 8     | 9     | 10   | 11    | 12    | 13     | 17      | 18       | 20    |
| ------------ | -- | --- | ---- | ------- | ------ | ----- | ----- | ---- | ----- | ----- | ------ | ------- | -------- | ----- |
| Valbormidese | en | dui | trei | quatr   | zinch  | eut   | neuv  | dex  | onz   | duz   | trez   | dissæt  | dixdeut  | vint  |
| Ligure       | un | dui | trèi | quattru | çìnque | èuttu | neuve | dexe | ùnze  | dùze  | trèze  | dîsètte | dixèuttu | vìnti |
| Piemontese   | un | dui | tre  | quatr   | sinch  | eut   | neuv  | des  | òndes | dòdes | terdes | disset  | disdeut  | vint  |